# Rubus spananthus
Rubus spananthus är en rosväxtart som beskrevs av Ze-min Wu och Z.L. Cheng. Rubus spananthus ingår i släktet rubusar, och familjen rosväxter. Inga underarter finns listade i Catalogue of Life.